# Листвянское сельское поселение (Рязанская область)
Листвянское сельское поселение — муниципальное образование (сельское поселение) в Рязанском районе Рязанской области.
Административный центр — посёлок Листвянка.

## Население
| 2010  | 2012  | 2013  | 2014  | 2015  | 2016  | 2017  |
| ----- | ----- | ----- | ----- | ----- | ----- | ----- |
| 4545  | ↗4551 | ↗4584 | ↗4653 | ↘4595 | ↘4584 | ↘4568 |
| 2018  | 2019  | 2020  | 2021  |       |       |       |
| ↘4548 | ↘4513 | ↘4498 | ↗4543 |       |       |       |

## Состав сельского поселения
В состав сельского поселения входят 11 населённых пунктов
| №  | Населённый пункт | Тип населённого пункта          | Население |
| -- | ---------------- | ------------------------------- | --------- |
| 1  | Александрово     | село                            | 1121      |
| 2  | Болошнево        | село                            | 509       |
| 3  | Зубенки          | деревня                         | 14        |
| 4  | Ивашково         | деревня                         | 16        |
| 5  | Листвянка        | посёлок, административный центр | 2279      |
| 6  | Лысцево          | деревня                         | 14        |
| 7  | Наумово          | деревня                         | 372       |
| 8  | Подиково         | деревня                         | 138       |
| 9  | Храпылево        | деревня                         | 40        |
| 10 | Шелудино 1       | деревня                         | 26        |
| 11 | Шелудино 2       | деревня                         | 16        |

## Герб
Герб Листвянского сельского поселения утверждён 30 ноября 2012 года и 16 апреля 2013 года внесён в Государственный геральдический регистр Российской Федерации с присвоением регистрационного номера 8314.
Описание герба гласит: «В рассечённом зелёном и лазоревом поле с золотой каймой — серебряный волнистый столб; поверх каймы и столба — зелёный, окаймлённый серебром пояс, выше и ниже которого столб обременён зелёными дубовыми листами. В золотой вольной части со скруглённым внутренним углом — старинная зелёная княжеская шапка, отороченная чёрным собольим мехом, над которым — золотое украшение („городок“) с зелёным самоцветным камнем.
Щит увенчан муниципальной короной установленного образца».